# I den store pyramide
I den store pyramide er en dansk dokumentarfilm fra 1974, der er instrueret af Jørgen Roos efter manuskript af Hubert Paulsen.

## Handling
Keopspyramiden i Ægypten er et af oldtidens syv underværker. Et dansk filmhold følger ruten efter den første, der trængte herind i historisk tid, kaliffen Al Mammoun - og når til sidst frem til vanskeligt tilgængelige rum, hvor der ikke har været mennesker i over 100 år. Men alle kamrene er tomme. Så fremlægges den danske arkitekt Hubert Paulsens teori om pyramidens geometriske grundprincip, ifølge hvilket der må findes endnu et rum. Er det farao Keops' gravkammer?